# Una regata en el Gran Canal
Una regata en el Gran Canal, también conocido como Regata en el Gran Canal, es una pintura al óleo sobre lienzo del pintor venciano Canaletto, pintado entre 1733 y 1734. Se trata de una pintura veneciana que representa una regata en el Gran Canal de Venecia. Actualmente se expone en The Royal Collection de Windsor (Reino Unido).